# Рука людини

В анатомії людини рука в загальному розумінні відноситься до верхньої кінцівки, хоча в академічній науці цей термін означає саме передпліччя.  між плечовим суглобом (плечовим суглобом) і ліктьовим суглобом. Дистальна частина верхньої кінцівки між ліктьовим суглобом і променево-зап'ястковим суглобом (суглобом зап'ястя) називається передпліччям або «нижньою» рукою, а кінцівка за межами зап'ястя - кистю.
За анатомічними визначеннями, кістки, зв'язки і скелетні м'язи плечового пояса, а також пахвова западина між ними вважаються частинами верхньої кінцівки, а отже, і компонентами руки. Латинський термін brachium( плече), який слугує кореневим словом для назви багатьох анатомічних структур, може стосуватися як верхньої кінцівки в цілому, так і передпліччя окремо.

## Структура

### Кістки

Кістки верхніх кінцівок разом із плечовими поясами утворюють руку людини.

Плечова кістка - одна з трьох великих кісток руки. Вона з'єднується з лопаткою в плечовому суглобі і з іншими великими кістками руки, ліктьовою і променевою кістками в ліктьовому суглобі. Лікоть - це складний шарнірний суглоб між кінцем плечової кістки та кінцями променевої і ліктьової кісток.

### М'язи
Рука розділена фасціальним шаром (відомим як латеральна і медіальна міжм'язові перегородки), що розділяє м'язи на два кістково-фасціальні відділи: передній і задній відділи руки. Фасція зливається з окістям (зовнішнім шаром кістки) плечової кістки.
Передній відділ містить три м'язи: двоголовий м'яз плеча, плечовий м'яз і коракобрахіальний м'яз. Всі вони іннервуються м'язово-шкірним нервом. Задній відділ містить лише триголовий м'яз плеча, який іннервується променевим нервом.

### Нервове забезпечення

Іннервація шкіри правої верхньої кінцівки.

М'язово-шкірний нерв, з С5, С6, С7, є основним постачальником м'язів переднього відділу. Він бере початок від бічного канатика плечового сплетіння нервів. Він пронизує двоголовий м'яз плеча і віддає гілки до цього м'яза, а також до плечового м' яза і двоголового м'яза плеча. Він закінчується як передній шкірний нерв передпліччя.
Радіальний нерв, який є п'ятим шийним спинномозковим нервом і першим грудним спинномозковим нервом, бере свій початок як продовження заднього мозкового відділу плечового сплетення. Цей нерв входить у нижній трикутний простір (уявний простір, обмежений, серед іншого, плечовою кісткою і триголовим м'язом плеча) руки і залягає глибоко в триголовому м'язі плеча. Тут вона зливається з променевою  артерією руки, яка знаходиться в радіальному жолобі плечової кістки. Цей факт є дуже важливим з клінічної точки зору, оскільки перелом стрижня кістки тут може спричинити пошкодження або навіть перерізання нерва.
Променевий нерв, який проходить від п'ятого шийного спинномозкового нерва до першого грудного спинномозкового нерва, починається як продовження заднього канатика плечового сплетення. Цей нерв входить у нижній трикутний простір (уявний простір, обмежений, серед іншого, діафрагмою плечової кістки та триголовим м’язом плеча) руки і лежить глибоко до триголового м’яза плеча. Тут він проходить разом з глибокою артерією руки, яка розташована в радіальній борозні плечової кістки. Цей факт дуже важливий з клінічної точки зору, оскільки перелом ствола кістки може спричинити ураження або навіть перерізи нерва.
Інші нерви, проходять, не живлячи руку. До них належать:
- Серединний нерв, нервове походження C5-T1, який є гілкою латерального і медіального канатиків плечового сплетіння. Цей нерв продовжується в руці, проходячи в площині між двоголовим і триголовим м'язами. У кубітальній ямці цей нерв залягає глибоко до м' яза-пронатора передпліччя і є найбільш медіальною структурою в ямці. Нерв переходить у передпліччя.
- Ліктьовий нерв, походження C8-T1, є продовженням медіального канатика плечового сплетення. Цей нерв проходить в тій же площині, що і серединний нерв, між двоголовим і триголовим м'язами. У ліктьовому суглобі цей нерв проходить позаду медіального надвиростка плечової кістки. Це означає, що переломи виростків можуть спричинити пошкодження цього нерва.

### Кровопостачання

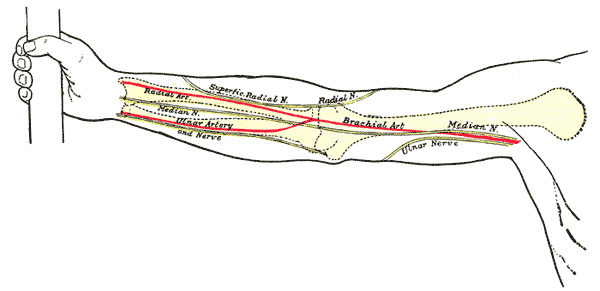
Магістральні артерії руки.

Головною артерією в руці є плечова артерія. Ця артерія є великим продовженням пахвової артерії. Точка, в якій пахвова артерія переходить у плечову, знаходиться дистальніше нижнього краю великогомілкової кістки. Плечова артерія віддає незначну гілку - глибоку артерію руки. Це розгалуження відбувається трохи нижче нижньої межі великогомілкової кістки.
Плечова артерія продовжується до кубітальної ямки в передньому відділі руки. Вона проходить у площині між двоголовим і триголовим м'язами, так само, як серединний нерв і базилярна вена. Її супроводжують venae comitantes (супутні вени). Віддає гілки до м'язів переднього відділу. Артерія знаходиться між серединним нервом і сухожиллям двоголового м'яза в кубітальній ямці. Потім вона продовжується в передпліччя.
Глибока артерія руки проходить через нижній трикутний простір разом з променевим нервом. Звідси вона має тісний зв'язок з променевим нервом. Вони обидва знаходяться глибоко в триголовому м'язі і розташовані на спіральному жолобі плечової кістки. Тому перелом кістки може призвести не лише до ушкодження променевого нерва, але й до гематоми внутрішніх структур руки. Далі артерія анастомозує з поворотною променевою гілкою плечової артерії, забезпечуючи дифузне кровопостачання ліктьового суглоба.

### Вени
Вени руки несуть кров від кінцівок кінцівки, а також дренують саму руку. Дві основні вени - це базилярна та потилична вени. Між ними є сполучна вена - середня кубітальна вена, яка проходить через кубітальну ямку і є клінічно важливою для венепункції (взяття крові).
Базилярна вена проходить по медіальній стороні руки і закінчується на рівні сьомого ребра.
Головна вена проходить на латеральній стороні руки і закінчується як пахвова вена. Вона проходить через дельтопекторальний трикутник (простір між дельтоподібним і великим грудним м'язами).

## Суспільство і культура
В індуїстській, буддистській та єгипетській іконографії символ руки використовується для ілюстрації влади суверена. В індуїстській традиції, боги зображуються з кількома руками, які несуть певні символи їхньої влади. Вважається, що кілька рук символізують всемогутність богів. У популярній культурі Тхакур у фільмі «Шолай» не мав рук.
У Західній Африці бамбара використовують передпліччя як символ духу, який є сполучною ланкою між Богом і людиною.

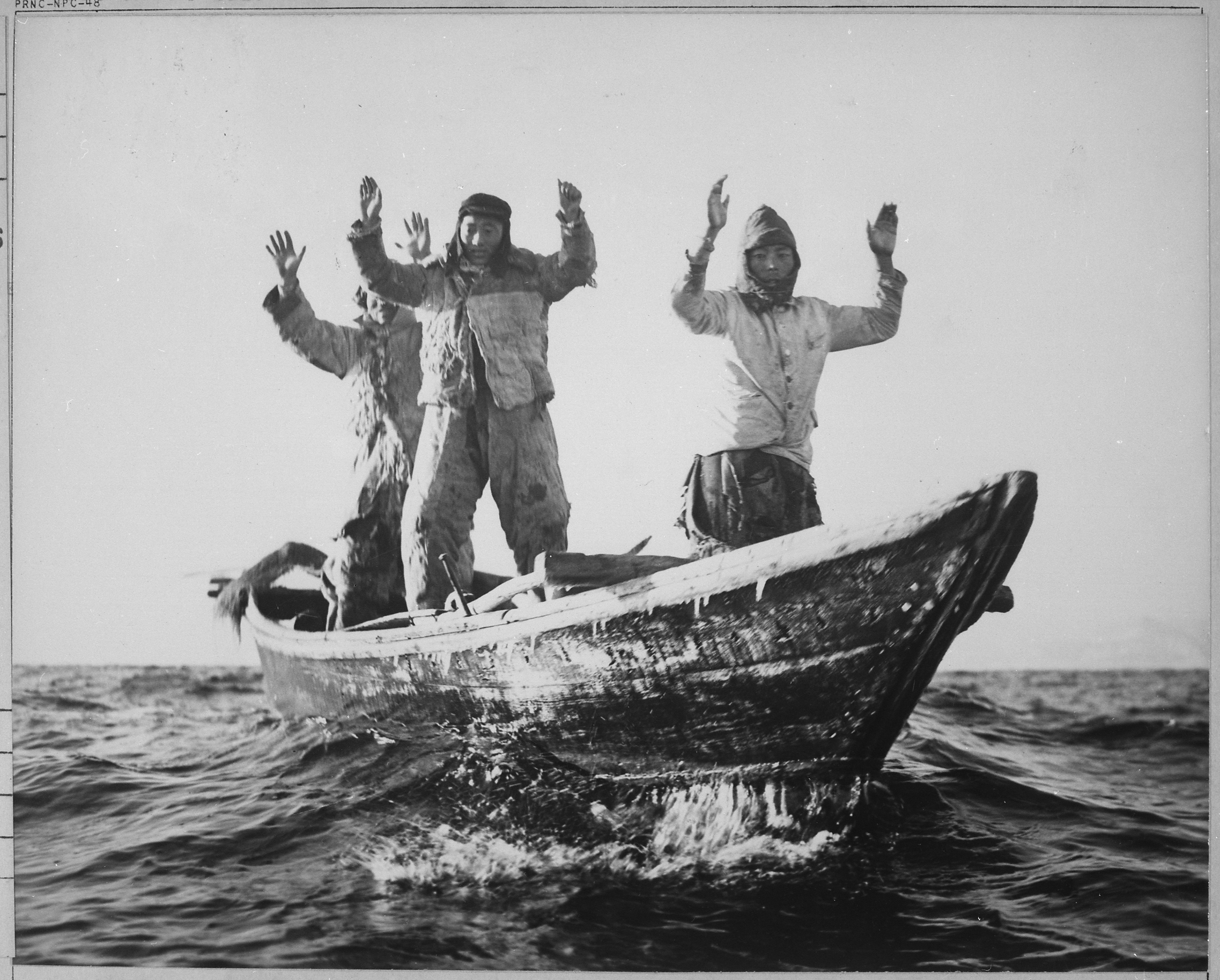
Троє північнокорейців здаються USS Manchester (LCS-14) піднявши руки

Жести підняття обох рук сигналізують про капітуляцію, заклики до милосердя та справедливості.

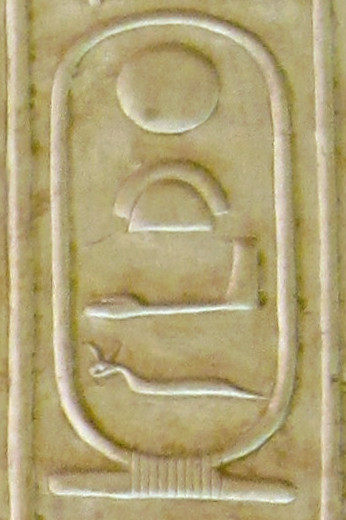
Рука, як можна побачити тут, утворила один із компонентів ієрогліфів

## Клінічне значення
Кубітальна ямка клінічно важлива для проведення венепункції(взяття крові) та вимірювання артеріального тиску.
При переломі руки мова може йти про перелом плечової кістки.
Вени на руці можуть бути взяті для встановлення аортокоронарного шунтування.

## Інші тварини
В інших тварин термін рука також може використовуватися для позначення гомологічних або аналогічних структур (наприклад, одна з парних передніх кінцівок чотириногих тварин або руки головоногих молюсків, відповідно). В анатомії термін « рука » може означати іноді відносяться конкретно до сегменту між плечем і ліктем, тоді як сегмент між ліктем і зап'ястям є передпліччям. Однак у загальному, літературному та історичному вжитку рука означає всю верхню кінцівку від плеча до зап'ястя. У цій статті використовується перше визначення; ширше визначення див. у розділі « Верхня кінцівка ».
У приматів передпліччя пристосоване для точного позиціонування кисті і, таким чином, допомагає в маніпулятивних завданнях руки. Кульчастий плечовий суглоб дозволяє рухати руками в широкій круговій площині, а структура двох кісток передпліччя, які можуть обертатися одна навколо одної, забезпечує додатковий діапазон рухів на цьому рівні.

## Додаткові зображення

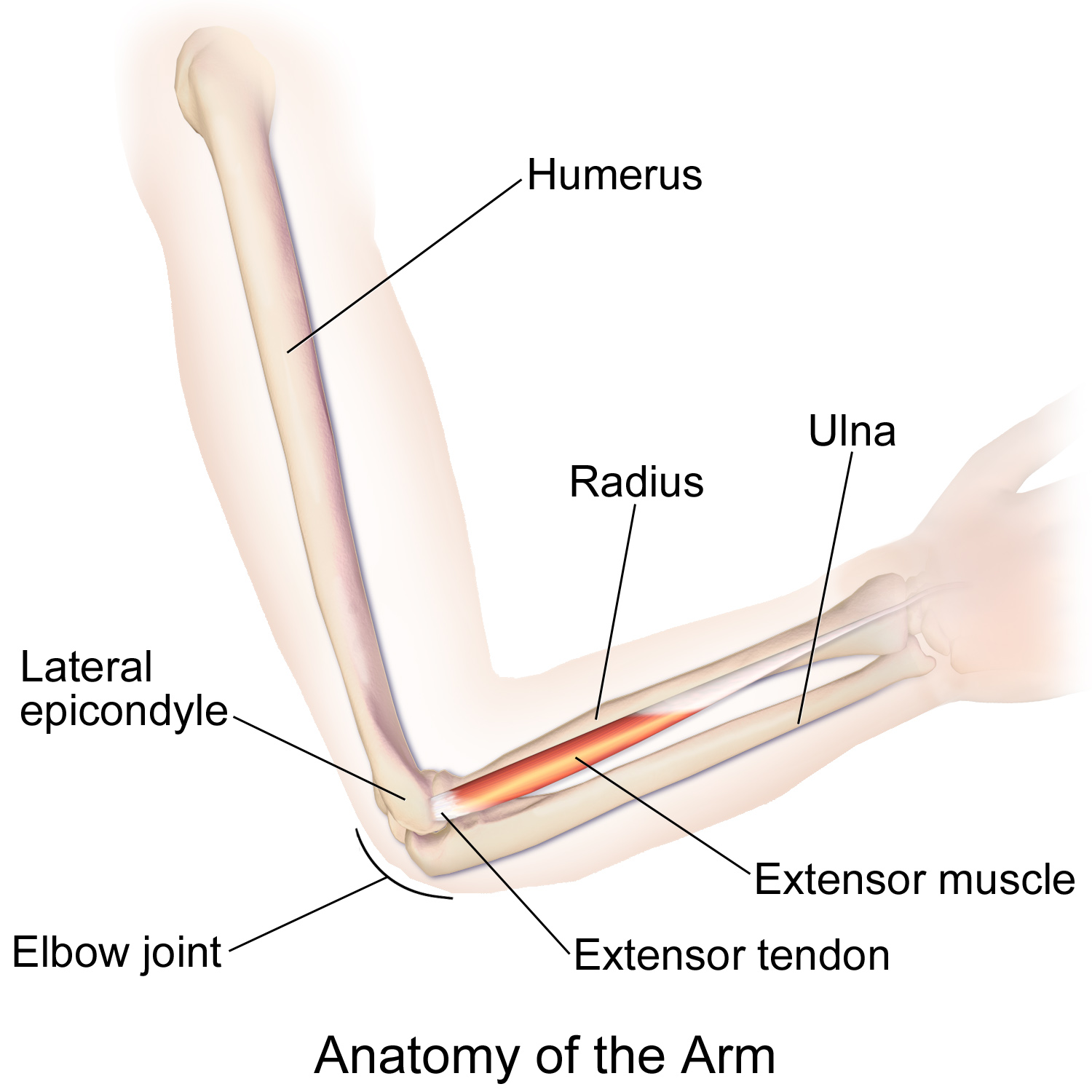
Загальна анатомія плеча та ліктя .

## Дивіться також
- Пахва – також відома як окстер